# La Cure d'Anatole
Pour plus de détails, voir Fiche technique et Distribution.
La Cure d'Anatole est un film muet français réalisé par Jean Durand et sorti en 1911.

## Fiche technique
- Réalisation : Jean Durand
- Pays : France
- Format : Muet - Noir et blanc - 1,33:1 - 35 mm
- Date de sortie : France : 1911

## Distribution
- Gaston Modot